# Národní historické muzeum (Tirana)
Národní historické muzeum (albánsky Muzeu Historik Kombëtar) je hlavní albánské muzeum svého druhu, a zároveň největší. Sídlí v budově v centru Tirany, hlavního města země, v západní části Skanderbegova náměstí. Muzeum slouží k výstavě historických exponátů albánských dějin. Na své ploše o rozloze 27 000 m2 mělo do roku 2024 k dispozici 4750 exponátů v celkem osmi expozicích.

## Budova

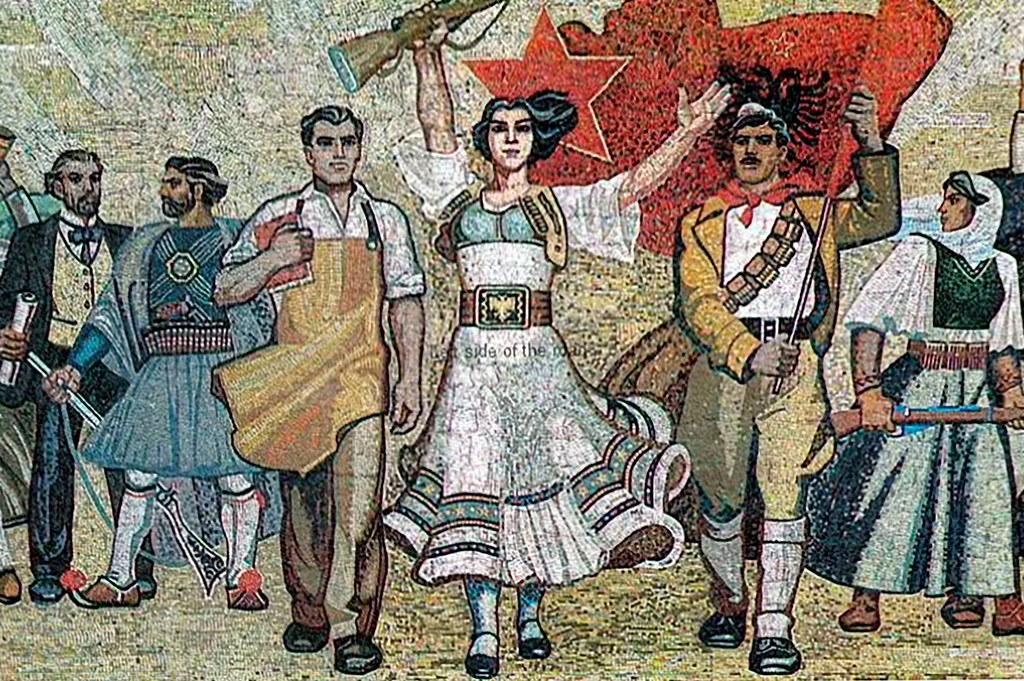
Mozaika na budově muzea.

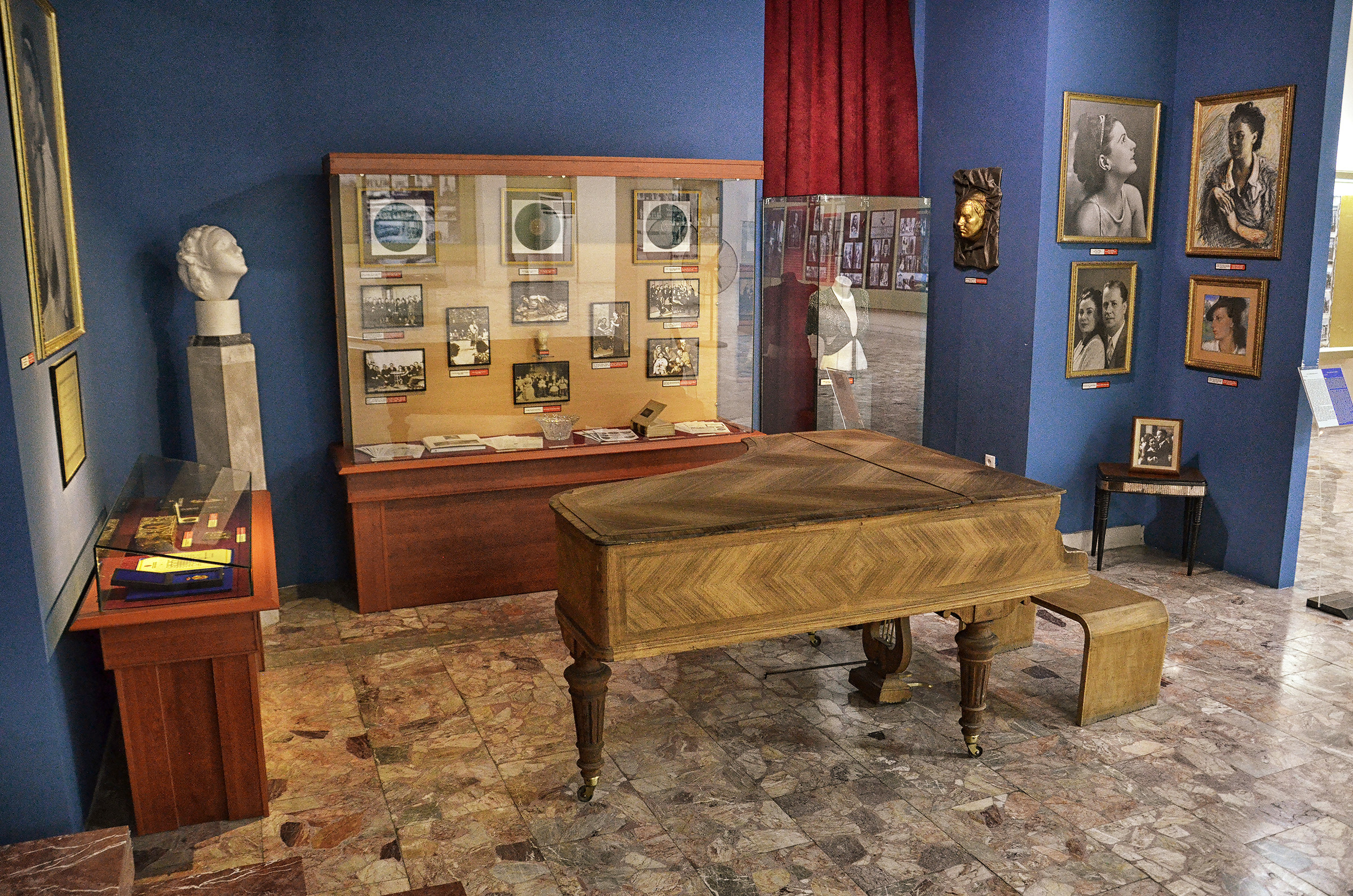
Interiér muzea.

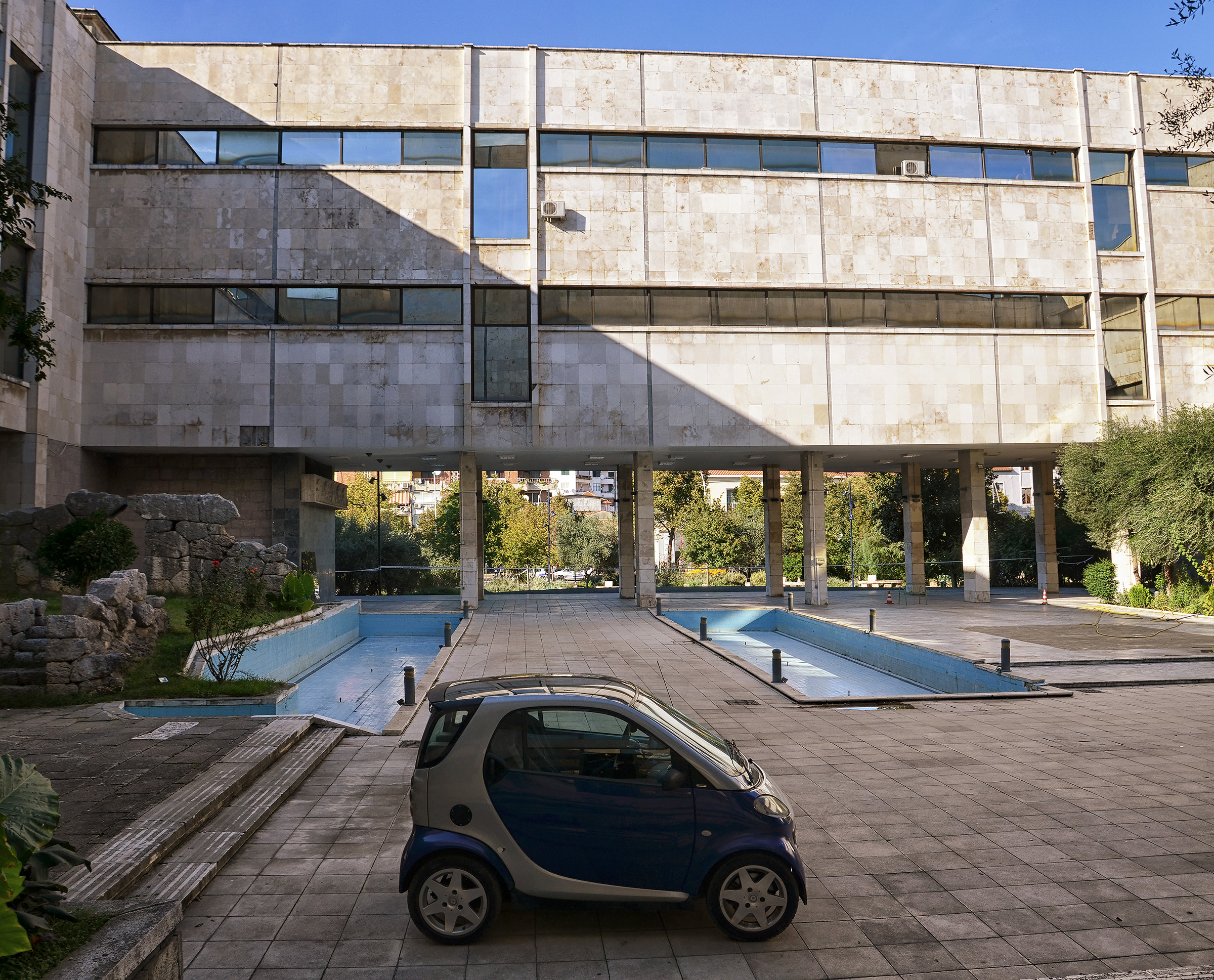
Nádvoří budovy.

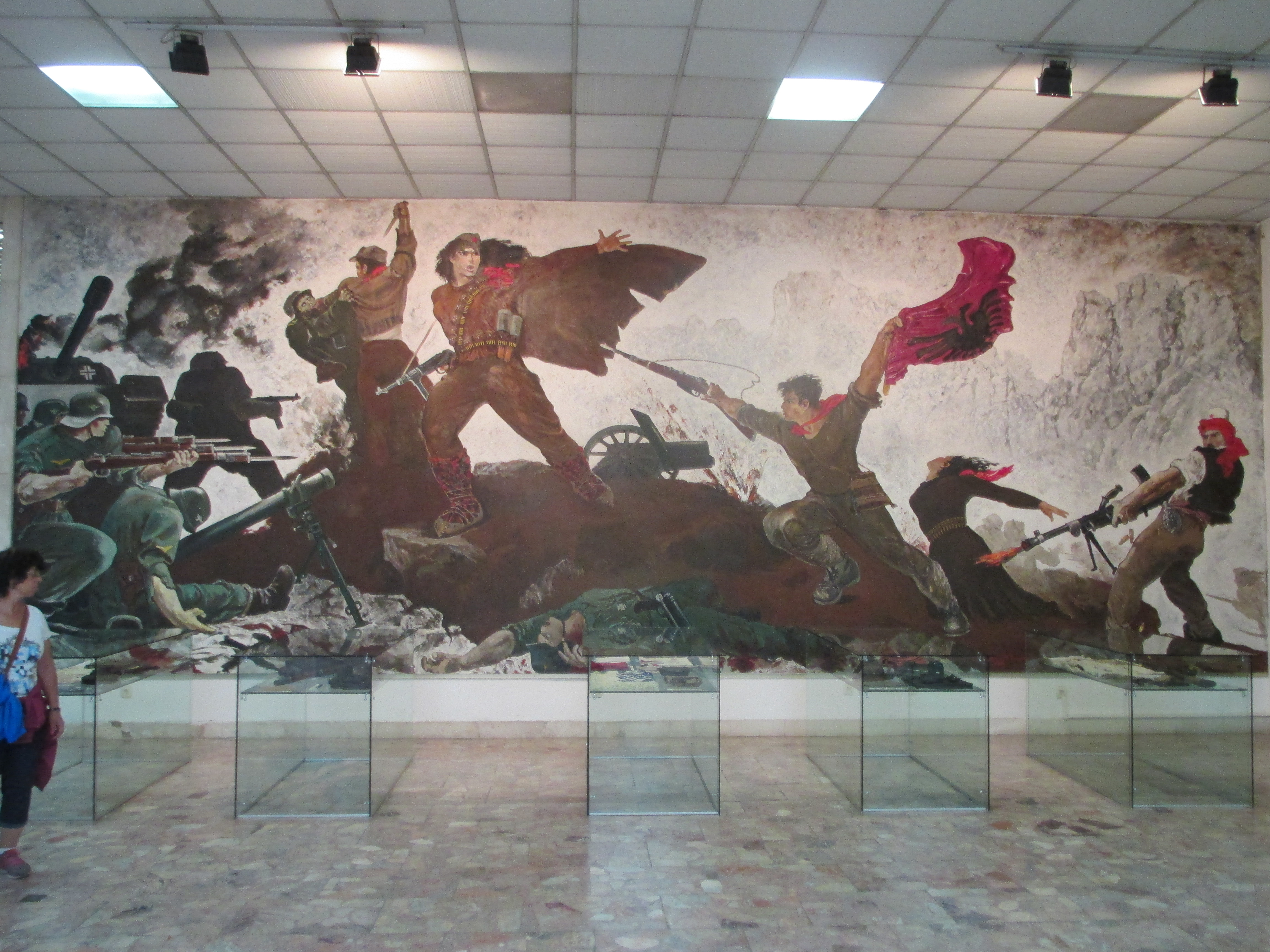
Malba v interiéru budovy.

Budova muzea je především známa jako symbol komunistické minulosti země; její průčelí zdobí ohromná mozaika Josifa Droboniku s třinácti stylizovanými Albánci, kteří mají reprezentovat historický vývoj země. Jedná se o následující postavy:
- ilyrský válečník
- Bojovníci proti turecké nadvládě v čase vojevůdce Skanderbega
- Naim Frasheri
- bojovníci z doby albánského národního obrození
- dělník z doby komunismu
- Matka Albánie stylizovaná jako mladá žena v národním kroji s puškou jako ústřední postava celé kompozice
- Pět komunistických partyzánů, muži a ženy, z druhé světové války

## Historie
Vznik nové budovy historického muzea byl významný úkol, na kterém se přímo podílelo politické vedení tehdejší Albánie. Sám Enver Hodža zasahoval do podoby objektu a úkoloval odpovědné osoby řadou svých představ. Vedoucím týmu, který vyprojektoval budovu, byl architekt Sokrat Mosko. Výsledný projekt byl občas kritizován, např. přirovnáván k pásu s nábojnicemi apod.
Slavnostně bylo muzeum otevřeno dne 28. října 1981. V poslední dekádě života socialistické Albánie se před muzeem často konaly různé akce, např. veřejná taneční představení apod. Ve své době bylo jedním ze symbolů tehdejšího režimu. U vstupu do budovy se nacházela socha Envera Hodži v nadživotní velikosti a protiletecká děla. Již tehdy zde nicméně byla vystavena sbírka hodnotných středověkých ikon, fresek z pravoslavných klášterů apod. Drtivá většina tehdejších expozic se ovšem věnovala moderním albánským dějinám, především potom partyzánskému boji a životu Envera Hodži.
Po roce 1991 byla z mozaiky odstraněna rudá hvězda, která doplňovala albánskou vlajku. Upravena byla také postava dělníka, který nesl rudou knihu, ta byla nahrazena prázdnou taškou. O pět let později zde byla otevřena expozice, která se věnuje represím komunistického režimu v Albánii v době po druhé světové válce.
V roce 2012 muzeum navštívilo celkem 1 037 589 domácích a 9 668 zahraničních návštěvníků. V témže roce se v muzeu také uskutečnila mimořádná výstava, která byla věnována předmětům albánského vojevůdce Skanderbega a které jsou ve vlastnictví Uměleckohistorického muzea ve Vídni. Konalo se při příležitosti 100. výročí albánské nezávislosti. Výstavu tehdy navštívilo 1,7 milionu lidí.
Roku 2022 byla za finanční pomoci Evropské unie obnovena mozaika na průčelí budovy.
Muzeum bylo v roce 2024 uzavřeno a předpokládá se, že bude znovu otevřeno v roce 2028. Čtyřletá rekonstrukce vzbudila jistou míru nespokojenosti v rozvíjejícím se albánském turistickém sektoru. Interiér muzea má být přestavěn, budou uskutečněny bourací práce a obnova střechy.

## Expozice
Výstava historických prvků byla zrealizována v chronologickém sledu již v době otevření muzea a později různě upravována. K roku 2024 měla následující podobu: V parteru se nacházely prehistorické a antické exponáty. Podrobně byly zpracovány a zdokumentovány materiály z období přítomnosti Ilyrů v dnešní Albánii.

### Starověk
Pavilon období antiky čerpá z bohatého množství antických památek, které se nacházejí na území současné Albánie. Jedná se proto o jednu z nejvýznamnějších a nejbohatších sbírek muzea. Je zde vystaveno celkem 585 exponátů, které jsou z doby od pozdní doby kamenné až do raného středověku. Mezi nejhodnotnější objekty patří hlava Apollóna z 6. století př. n. l. nalezena v Butrintu, a mozaika z Drače, která zobrazuje hlavu ženy. Většinu exponátů poté tvoří mince, bižuterie a různé náhrdelníky.

### Středověk
Expozice, která je věnována období středověku je zaměřená do doby od 6. století do 15. století v dějinách Albánie. Zvláštní pozornost je dána Arbešskému knížectví. Vystaven je náhrobek z Gllavenici, která je původem z roku 1373. Fotografie a dokumenty z této výstavy se také věnují boji Albánců proti postupující Osmanské říši, stejně jako hospodářskému rozvoji ve své době. 

### Albánské národní obrození
Pavilon Albánského národního obrození disponuje řadou objektů, které se týkají své doby a které mají zásadní význam pro albánské dějiny. Zabírají období od poloviny 19. století až do vyhlášení nezávislosti v roce 1912. Je zde také vlajka vlastenecké organizace Touha, která působila v bulharské Sofii. 

### Nezávislost
V této expozici je vystavena deklarace albánské nezávislosti, která byla učiněna ve Vloře dne 28. listopadu 1912, dále je zde prezentována Konference velvyslanců v Londýně z přelomu let 1912 až 1913, krátké období vlády knížete Wilhelma Wieda a další. 

### Byzantská ikonografie
V této expozici je vystavena řada ikon z období existence Byzantské říše i potom, několik Carských vrat a ikonostasů. Jsou původem z řady kostelů po celé Albánii – z Gjirokastëru, Elbasanu, Fieru a dalších míst. Připomenuti jsou také významní ikonopisci jako např. Onufri a další umělci spojeni s touto činností.

### Partyzánský boj a druhá světová válka
Na této výstavě, která zahrnuje cca 200 exponátů je připomenut boj albánských partyzánů proti italské okupaci za druhé světové války. Mimo to jsou zde zmíněni také albánští partyzáni, kteří bojovali ve Španělsku, přínos spojenců (USA, Spojené království, Francie, SSSR) k partyzánskému boji v Albánii a jejich mise na albánské území, osud albánských židů apod. V tomto pavilonu se také nachází velkolepá nástěnná malba, vyobrazující boj partyzánů proti Němcům.

### Komunistický teror
Výstava o komunistickém teroru byla slavnostně otevřena v roce 2012. Jsou zde vystaveny dokumenty, fotografie a předměty, které patří do období komunistického režimu v Albánii mezi lety 1945 až 1991. Albánský ústřední filmový archiv muzeu také poskytl odpovídající filmografii. Přítomná je i dokumentace, která se týká akcí proti protikomunistickému odboji nebo silám, které za něj byly považovány. Jsou zde vystaveny předměty, které patřili lidem, které albánský komunistický režim likvidoval.

### Matka Tereza
Tato výstava se věnuje rodině, životě a práci Matky Terezy. Návštěvníci jsou seznámeni s její činností, za kterou získala řadu mezinárodních ocenění. Jsou zde fotografie státníků své doby, kteří se s Matkou Terezou setkali, jako jsou Jacques Chirac, Bill Clinton, Tony Blair a další. Jsou zde vystaveny osobní předměty Matky Terezy.